# Naoíse Mac Sweeney
Naoíse Mac Sweeney (* 18. Juni 1982 in London) ist eine irische Klassische Archäologin. Ihre Forschungsschwerpunkte sind die Konstruktion von Identitäten und kulturelle Interaktionen. Im deutschsprachigen Raum ist sie vor allem bekannt für ihr Buch Der Westen. Die neue Geschichte einer alten Idee.

## Leben
Mac Sweeney wurde 1982 als Kind chinesischer und irischer Eltern in London geboren.
Sie absolvierte von 2000 bis 2003 ein Bachelorstudium der Altertumswissenschaft an der University of Cambridge, von 2003 bis 2004 ein Masterstudium der Alten Geschichte am University College London und von 2004 bis 2007 ein Doktoratsstudium der Klassischen Archäologie an der University of Cambridge. Ab 2011 lehrte sie zunächst als
Lecturer, ab 2015 als Associate Professor an der University of Leicester. Seit Oktober 2020 ist sie Professorin für Klassische Archäologie am Institut für Klassische Archäologie an der Universität Wien.
Ihre Forschungsschwerpunkte sind griechische Migration und „Kolonialisierung“, griechische Gemeinden in der Eisenzeit, Anatolien, griechische Interaktionen mit dem alten Nahen Osten, Landschafts- und Vermessungsarchäologie, Ethnizität und Rasse in der Antike und die Verwendung der Antike im zeitgenössischen politischen Diskurs.
Geographisch war ihre Forschung vor allem auf die griechischen Regionen Ionien und Kilikien ausgerichtet, die sich beide geographisch im heutigen Anatolien befinden.
Mac Sweeney ist führende Redakteurin des Journals Anatolian Studies.

## Der Westen
Jenseits der akademischen Welt wurde Mac Sweeney bekannt durch ihr Buch The West. A New History of an Old Idea (deutsch: Der Westen. Die neue Geschichte einer alten Idee). In ihm versucht Mac Sweeney nachzuweisen, dass es eine gemeinsame Westliche Zivilisation, auch genannt Der Westen nie gegeben hat.
Mac Sweeney führt ihre Argumentation mit Hilfe von 14 Männern und Frauen durch die Geschichte vom antiken Historiker Herodot bis hin zu Carrie Lam, der Gouverneurin von Hongkong. Jede dieser Figuren wird in einem eigenen Kapitel behandelt. Es ergibt sich eine Struktur des Buches, die aus Vignetten besteht. Ein Schwerpunkt liegt in der antiken Geschichte Griechenlands und des Römischen Reichs. Dabei macht sie deutlich, dass viele Zentren der griechisch-römischen Kultur in Gegenden lagen, die nach heutiger Interpretation nicht mehr zum „Westen“ gehören: Nordafrika, Anatolien, der Mittlere Osten bis hin nach Indien und vor allem Bagdad.
Sie setzt sich auch auseinander mit der Interpretation und Aneignung antiker Geschichte durch spätere Generationen seit der Renaissance.
Auch wenn die These zur Zeit der Veröffentlichung des Buches in den Geisteswissenschaften allgemeiner Mainstream war, so wird Mac Sweeney in Rezensionen für ihren klaren Stil, verständliche Beispiele und allgemein ihre gut verständliche Argumentation gelobt.

## Schriften (Auswahl)
- Community identity and archaeology. Dynamic communities at Aphrodisias and Beycesultan. Ann Arbor 2011, ISBN 0-472-11786-6.
- Foundation myths and politics in ancient Ionia. Cambridge 2013, ISBN 978-1-107-03749-6.
- mit Jan Haywood: Homer’s Iliad and the Trojan War. Dialogues on tradition. London 2018, ISBN 978-1-350-01268-4.
- Troy. Myth, city, icon. London 2018, ISBN 978-1-4725-3251-0.
- The West. A New History of an Old Idea. 2023.
  - deutsche Übersetzung von Norbert Juraschitz und Jens Hagestedt: Der Westen. Die neue Geschichte einer alten Idee. Propyläen, 2023; ISBN 978-3-549-10071-4.